# San Antonio
San Antonio este o municipalitate, un oraș, sediul comitatului Bexar, ci zonă metropolitană a Texasului. Se categorizează printre orașe din SUA ca al-șaptelea cel mai populat oraș american, cu o populație arondată de 1.430.000 locuitori (2020). Iar zona metropolitană găzduiește 2.600.000 rezidenți. Aglomerarea urbană a orașului totalează 2 milioane de locuitori, clasând-o pe locul 24 din SUA.
San Antonio a fost denumit după sfântul Anton de Padova, datorită unui grup de exploratori spanioli care s-a oprit în zona actuală a orașului în 1691.  Orașul găzduiește în imprejurimi numeroase baze militare, Fortul Sam Houston, Lackland Air Force Base, Randolph Air Force Base și Brooks City Base. San Antonio gazduiește și South Texas Medical Center, cel mai mare spital din Texas de Sud.
Orașul este faimos pentru promenada pe lângă râul omonim, pentru clădirea bisericii din Alamo (o clădire care a fost punctul central al bătăliei pentru Alamo din anul 1836) cât și pentru cultura Tejano. San Antonio găzduiește și parcurile de distracție SeaWorld și Six Flags, fiind vizitat anual de peste 20 de milione de turiști. San Antonio găzduiește primul muzeu de artă modernă din Texas, [The] Marion Koogler McNay Art Museum.  Arhivat în 16 noiembrie 2006, la Wayback Machine. Una dintra cele mai puternice echipe de basket din NBA (National Basketball Association) este San Antonio Spurs.

## Guvernare locală
Economie

## Personalități născute aici
- Joan Crawford (1904 - 1977), actriță;
- Berry Kroeger (1912 - 1991), actor;
- Edward Higgins White (1930 - 1967), inginer aeronautic;
- Carol Burnett (n. 1933), actriță;
- Jessy Dixon (1938 - 2011), cântăreț;
- Patricia Anthony (1947 - 2013), scriitoare;
- Jim Henry (n. 1948), săritor în apă;
- Christopher Cross (n. 1951), cantautor;
- Alberto Gonzales (n. 1955), magistrat;
- Robert Swenson (1957 - 1997), wrestler, actor;
- Pepe Aguilar (n. 1968), cântăreț;
- Robert Rodriguez (n. 1968), regizor;
- Josh Davis (n. 1972), înotător;
- Kevin Alejandro (n. 1976), actor;
- Michelle Rodriguez (n. 1978), scenaristă;
- Jared Padalecki (n. 1982), actor;
- Pendleton Ward (n. 1982), scenarist, regizor.